# Der Wanderer 4.0

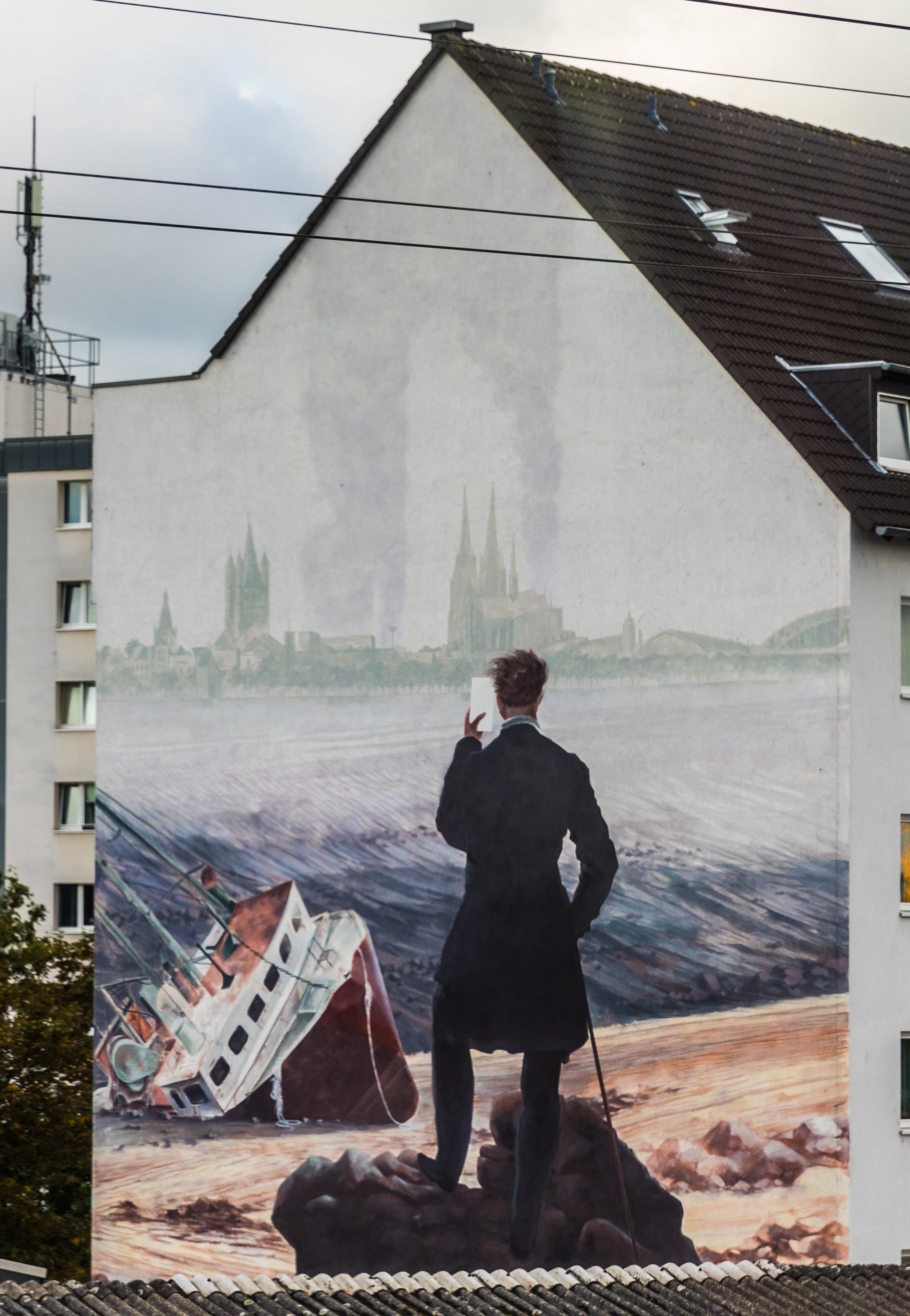
Wanderer 4.0 – Gießener Straße 89, Köln (2019)

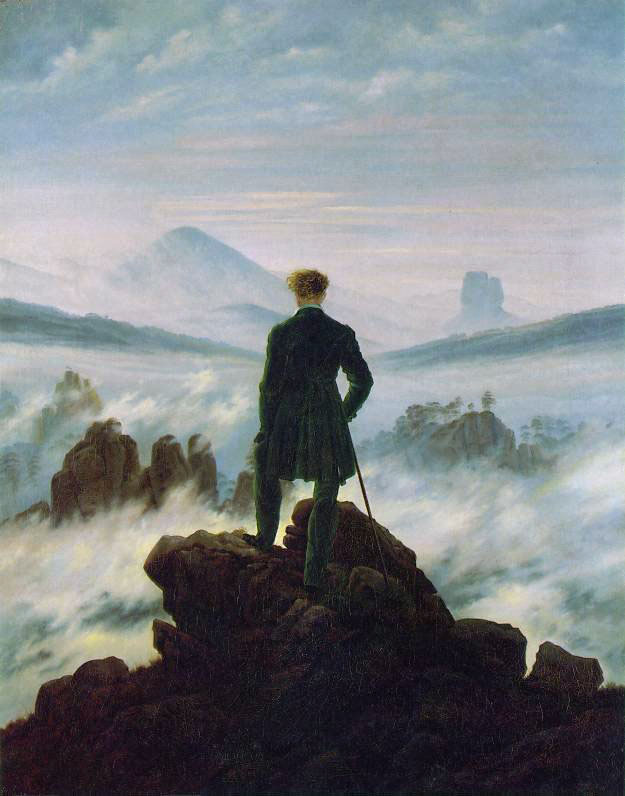
Caspar David Friedrich: Der Wanderer über dem Nebelmeer (1817)

Der Wanderer 4.0 ist ein 260 Quadratmeter großes Mural, das 2019 an einer Hausfassade im Kölner Stadtteil Kalk realisiert wurde. Das Wandgemälde interpretiert das um 1817 von Caspar David Friedrich geschaffene Gemälde Der Wanderer über dem Nebelmeer vor der Kulisse von Köln neu und transportiert die Bildsprache des Malers der Romantik ins 21. Jahrhundert.

## Projekt

### Hintergrund
Initiiert von der Dr. Hans-Riegel-Stiftung, die sich zum Stiftungsziel gesetzt hat, Kunst- und Kulturwerte langfristig zu pflegen und einer breiten Öffentlichkeit, insbesondere jungen Menschen, durch moderne Kunstformen, wie Urban Art kostenlos zu erschließen, wurde am 10. Juli 2019 das operative Projekt Wall of Vision gegründet. Als erstes Projekt wurde im September 2019 im Rahmen des CityLeaks Urban Art Festival in Köln-Kalk die Caspar-David-Friedrich-Adaption Der Wanderer 4.0 durch das Berliner Künstlerkollektiv Innerfields, gemeinsam mit den Schülerinnen und Schülern der Kaiserin-Theophanu-Schule und dem Kölner Kunstverein artrmx e.V. auf einer 260 m² großen Hausfassade an der Gießener Straße realisiert.

### Beschreibung und Interpretation
Wie im Gemälde Der Wanderer über dem Nebelmeer von Caspar David Friedrich, steht ein Mensch auf einer Felsengruppe im Zentrum des Gemäldes. Das Mural lehnt sich in seiner Komposition an das Gemälde von Friedrich an. Die für den Maler charakteristische Rückenfigur zieht den Betrachter unwillkürlich in die Tiefe des Gemäldes. Statt auf eine stimmungsvolle Gebirgslandschaft im Nebel schaut der moderne Betrachter auf das linksrheinische Panorama mit Kölner Dom und der Kirche Groß St. Martin. Der Himmel über Köln wird von den dunklen Wolkenfahnen dominiert, die aus den rheinischen Kohlekraftwerken westlich der Stadt emittiert werden. Der Rhein führt bedrohliches Hochwasser, in dem ein Schiff gekentert und gestrandet ist, auf dem Felsen liegt eine weggeworfene Flasche Life. Während der Betrachter in Caspar David Friedrichs Gemälde die Landschaft andächtig in sich aufzunehmen scheint, ist in der modernen Adaption der Mensch eher mit sich und seinem Smartphone beschäftigt ist, anstelle die bedrohliche Situation um sich herum wahrzunehmen. Das Künstlerkollektiv Innerfields möchte mit dem apokalyptischen Szenario auf den Klimawandel und seine Folgen aufmerksam machen. Die Rolle des auf einem Felsen stehenden Betrachters hat sich 200 Jahre später geändert und erinnert an die allgegenwärtigen Foto-Touristen, die – auf sich selbst fokussiert – Selfies vor Landschaften produzieren, ohne sich näher mit dem Geschehen zu befassen.